# 오토데스크
오토데스크(Autodesk, Inc., 나스닥: ADSK)는 건축, 건설, 설계와 엔지니어링, 제조와 미디어, 엔터테인먼트 산업 영역에서 사용하는 다차원 그래픽 디자인, 설계를 위한 디지털 소프트웨어를 제공하는 미국의 다국적 기업이다. 이 산업들에 속해있는 많은 기업들에게 구독형 방식으로 계속 업데이트되는 설계, 디자인 툴인 전용 소프트웨어를 제공한다. 본사는 캘리포니아 산 라파엘에 있으며, 2017년부터 앤드류 아나그노스트가 CEO를 맡고 있다.
2차원, 3차원 디자인 소프트웨어에 초점을 맞추고 있다. 오토데스크는 1982년에 회사의 대표 캐드 소프트웨어 제품 오토캐드의 초기 버전 공동 제작자 존 워커 등 12명이 세웠다. 오토캐드, 3D 스튜디오, 3D 스튜디오 맥스, 마야 등의 소프트웨어로 유명하다.

## 같이 보기
- 오토캐드